# Oxytropis siah-sangi
Oxytropis siah-sangi är en ärtväxtart som beskrevs av I.T. Vassilczenko. Oxytropis siah-sangi ingår i släktet klovedlar, och familjen ärtväxter. Inga underarter finns listade i Catalogue of Life.